# All Hail the Queen
Albums de Queen Latifah
Nature of a Sista'
(1991)
Singles
1. Dance For Me
Sortie : 1989
2. Mama Gave Birth to the Soul Children
Sortie : 1990
3. Ladies First
Sortie : 1990
4. Come Into My House
Sortie : 1990

All Hail the Queen est le premier album studio de Queen Latifah, sorti le 1er novembre 1989.
L'album s'est classé 6e au Top R&B/Hip-Hop Albums et 124e au Billboard 200 et fait partie des 1001 albums qu'il faut avoir écoutés dans sa vie. Le magazine Q l'a classé parmi les « 50 meilleurs albums de l'année 1990 ».

## Liste des titres
| No  | Titre                                                                                       | Auteur                | Contient un (des) sample(s) de | Durée |
| --- | ------------------------------------------------------------------------------------------- | --------------------- | --- | ----- |
| 1.  | Dance for Me (Produit par DJ Mark the 45 King)                                              | James, Owens, Stewart | Dance to the Music de Sly & the Family Stone Rated X de Kool & The Gang Keep on Dancing d'Alvin Cash | 3:41  |
| 2.  | Mama Gave Birth to the Soul Children (featuring De La Soul – Produit par Prince Paul)       | Owens                 | I Like Funky Music d'Uncle Louie Movin' on Up (Theme From the Jeffersons) de Ja'net DuBois Scorpio de Dennis Coffey and The Detroit Guitar Band Merry Christmas, Baby d'Otis Redding The Big Beat de Billy Squier Flash It to the Beat de Grandmaster Flash and The Furious Five Veronica des Bad Boys featuring K Love | 4:25  |
| 3.  | Come into My House (featuring Quasar – Produit par Queen Latifah)                           | Owens                 | One Nation Under a Groove de Funkadelic Don't Make Me Wait des Peech Boys Ring My Bell d'Anita Ward Ain't We Funkin' Now des Brothers Johnson | 4:14  |
| 4.  | Latifah's Law (Produit par Little Louie Vega)                                               | Owens, Vega           | Darkest Light du Lafayette Afro Rock Band | 3:51  |
| 5.  | Wrath of My Madness (Produit par DJ Mark the 45 King)                                       | James, Owens          | Chicken Strut des Meters | 4:12  |
| 6.  | The Pros (featuring Daddy-O – Produit par Daddy-O)                                          | Owens, Bolton         | Don't Lose Your Mind de Miles Davis | 5:43  |
| 7.  | Ladies First (featuring Monie Love – Produit par DJ Mark the 45 King)                       | Owens                 | Daisy Lady de 7th Wonder | 3:45  |
| 8.  | A King and Queen Creation (featuring DJ Mark the 45 King – Produit par DJ Mark the 45 King) | Owens                 | | 3:34  |
| 9.  | Queen of Royal Badness (Produit par DJ Mark the 45 King)                                    | James, Welch          | Blind Man Can See It de James Brown Rated X de Kool & The Gang | 3:24  |
| 10. | Evil That Men Do (featuring KRS-One – Produit par KRS-One)                                  | Owens, Parker         | The Revolution Will Not Be Televised de Gil Scott-Heron | 4:03  |
| 11. | Princess of the Posse (Produit par DJ Mark the 45 King)                                     | James, Owens          | Get in Touch With Me de Collage | 3:51  |
| 12. | Inside Out (Produit par DJ Mark the 45 King)                                                | James, Owens          | | 4:11  |
| 13. | Dance 4 Me (Ultimatum Remix) (Produit par DJ Mark the 45 King)                              | James, Owens          | | 5:04  |
| 14. | Wrath of My Madness (Soulshock Remix) (Produit par DJ Mark the 45 King)                     | James, Owens          | | 5:30  |
| 15. | Princess of the Posse (DJ Mark The 45 King Remix) (Produit par DJ Mark the 45 King)         | James, Owens          | | 4:07  |

## Musiciens
- Daddy-O, DJ Mark the 45 King : mixage, voix
- De La Soul, Monie Love : voix
- Dr. Jam, Soulshock : remix
- KRS-One, Queen Latifah, Paul C., Prince Paul, Rob Sutton, Little Louie Vega, Dan Miller, Bob Coulter, Dan Miller :  mixage
- Dr. Shane Faber : basse